# Tai yuan
I tai yuan (in thailandese ไทยยวน, traslitterazione IPA: [taj ɲuːən] che può essere reso in italiano tai gnùan), detti anche khon mueang (in thai: ฅนเมือง, trasl. IPA: [khon mɯːəŋ]) o thai settentrionali o lanna, sono un'etnia che fa parte dei popoli tai.

## Distribuzione
Sono stanziati principalmente nella Thailandia del Nord, dove secondo una stima del 1983 c'erano 6 milioni di individui che parlavano la lingua dell'etnia, ed esistono alcune comunità anche nelle province nord-occidentali del Laos, composte secondo una stima del 2000 da 9.400 individui.

## Storia

### I Regni di Hiran e di Ngoenyang
Non vi sono documentazioni riguardanti i tai yuan scritte prima del regno di Mengrai, fondatore e sovrano di Lanna dal 1296 al 1317. Secondo le antiche cronache di Chiang Mai, i tai yuan migrarono dalla zona in cui si trova oggi la provincia cinese dello Yunnan e furono uno dei primi popoli tai a costituire nel sudest asiatico una mueang, termine che indica le città-Stato che si formarono nella regione nel primo millennio e agli inizi del secondo. Nell'VIII secolo fondarono la città di Yonok nella zona dell'odierna Chiang Saen sottomettendo le pre-esistenti popolazioni khmu e lawa.
Si spostarono poi ad ovest dove formarono una monarchia elettiva che cadde sotto l'influenza del Regno di Lavo, l'odierna Lopburi uno stato vassallo dei khmer di Chenla. Il re di Lavo diede il nome Hiran alla capitale. Tornarono nuovamente nella zona di Yonok attorno all'anno 850, dove costruirono Ngoenyang che divenne la nuova capitale. Il Regno di Ngoenyang si espanse fino ad occupare i territori laotiani di Mueang Sua e Mueang Theng, le odierne Luang Prabang e Dien Bien Phu. In seguito Ngoenyang fu influenzata dal vicino Regno di Hariphunchai, la cui capitale era l'odierna Lamphun, da cui mutuò il Buddhismo Theravada.

### Il Regno Lanna
Il XIII secolo costituì una svolta nella storia del popolo yuan, che in quel periodo fondò la città di Chiang Rai. Ngoenyang fu conquistata nel 1250 dai tai lü del Regno di Chiang Hung, l'odierna Jinghong della prefettura cinese del Xishuangbanna. Il breve dominio tai lü venne interrotto dalla discesa delle orde mongole di Kublai Khan, che non occuparono la zona e lasciarono un vuoto di potere. Ne approfittò Mengrai, il 25º re di Ngoenyang, che espanse notevolmente i suoi territori. Strinse alleanza con i sovrani Ngam Mueng di Phayao e Ramkhamhaeng di Sukhothai nel 1276 e nel 1277. Nel 1292 conquistò il Regno di Hariphunchai e fondò il nuovo Regno Lanna. Nel 1296, Mengrai fondò la nuova capitale di Chiang Mai (lett. città nuova), in quello stesso periodo espanse la propria influenza a nord occupando la zona dell'odierna Kengtung e fondando il regno tributario di Chiang Tung. Sia a Chiang Mai che a Chiang Tung i tai yuan sottomisero i locali lawa.
Alla morte di Mangrai il dominio lanna si estendeva nell'odierna Thailandia del Nord, nei Regni di Chiang Hung e di Mueang Sua e in municipalità dell'odierno Vietnam settentrionale e dello Stato Shan. Seguì un periodo di lotte intestine fra i suoi discendenti e all'indebolimento del regno contribuì l'ascesa del nuovo Regno di Ayutthaya, che per i successivi due secoli fu spesso in guerra con Lanna. L'ultimo periodo di prosperità coincise con il regno di Tilokaraj (1441–1487).

### Dominazione birmana
Il Regno Lanna divenne uno stato vassallo birmano nel 1558 e si scatenò una lunga lotta tra gli stessi birmani ed i siamesi di Ayutthaya per la supremazia sui suoi territori. Dopo che nel 1767 Ayutthaya venne distrutta dai birmani, re Taksin del nuovo regno siamese di Thonburi sottrasse il vassallaggio del Regno Lanna ai birmani nel 1775. Per impedirne ai birmani la riconquista, Taksin ordinò alla popolazione di abbandonare Chiang Mai e rifugiarsi nella vicina Lampang. Le ultime resistenze birmane furono piegate nel 1802, quando le armate di Rama I, sovrano del nuovo Regno siamese di Rattanakosin (l'odierno Regno di Thailandia), sconfissero i birmani nella guerra di Lanna.

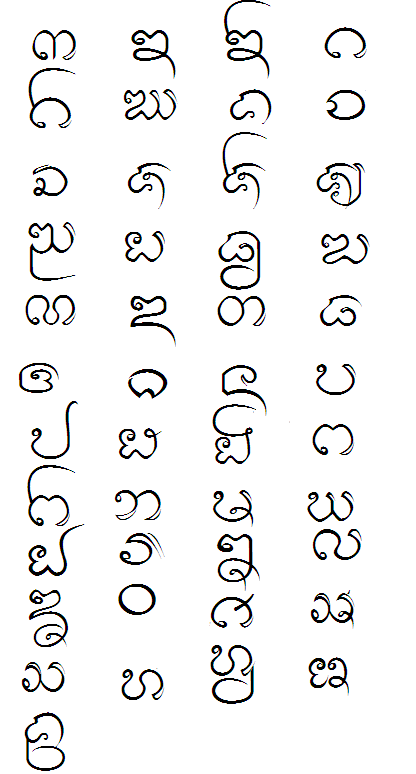
L'alfabeto lanna

### Annessione ed integrazione al Siam
Nel periodo che seguì la cacciata dei birmani, Chiang Mai fu ripopolata con i prigionieri di guerra e fu allora che i tai yuan iniziarono a farsi chiamare khon mueang (gente di città) per differenziarsi dai nuovi venuti, che erano considerati di inferiore estrazione sociale. L'ultimo re di Chiang Mai fu Nawarat, che donò la città al re del Siam. Il governatore thai di Chiang Mai si insediò ufficialmente nel 1939, anche se Lanna faceva parte del Siam dal 1892.
Il processo di assimilazione culturale operato dai siamesi, che prende il nome di thaificazione, fu indolore per i tai yuan, che erano grati al governo di Bangkok per averli sottratti ad oltre due secoli di dominazione birmana. L'integrazione fu favorita anche dalla comune radice etnica, anche i siamesi fanno parte dei popoli tai e parlano una delle lingue tai, che hanno tra loro un buon livello di mutua intelligibilità. Nel XIX secolo i tai yuan vennero inclusi dai siamesi nel gruppo etnico dei lao ma in seguito vennero riconosciuti come lanna-thai o thai settentrionali. Il termine tai yuan non è attualmente molto usato in Thailandia del Nord, dove si preferisce usare i termini lanna-thai o khon mueang, ma è l'unico che viene usato da quella parte dell'etnia stanziata in Laos.

## Lingua
I tai yuan parlano il kham mueang, detto anche lanna o thai settentrionale che, al pari del lao e del thai fa parte delle lingue tai. L'idioma è affine a quello dei tai lü, stanziati principalmente nel sud dello Yunnan ma presenti anche nelle zone settentrionali di Vietnam, Thailandia, Birmania e Laos, e a quello dei tai khün, stanziati nella parte orientale dello Stato Shan della Birmania.
Anche il sistema di scrittura dei tai yuan, l'alfabeto tai tham (detto anche lanna), è simile a quello dei lü e dei khün. Il tai tham viene tuttora insegnato ai monaci buddhisti laotiani. Dopo essere stato bandito dalle scuole nord-thailandesi nell'ambito del processo di thaificazione, l'alfabeto è stato di recente riscoperto dalla popolazione. Si pensa che abbia poteri divinatori e che i tatuaggi e gli amuleti scritti in tai tham abbiano particolari poteri.

## Economia
Mentre i tai yuan del Laos vivono secondo le modeste possibilità offerte dalla zona in cui sono stanziati, quelli di Thailandia sono perfettamente integrati anche nell'economia del paese e continuano con successo le attività che li ha contraddistinti per secoli. In particolare sono specialisti nella coltura del riso, favorita dalle condizioni geo-climatiche della regione, e abili artigiani nella produzione di vasellame, gioielleria, tessuti in seta e in cotone. I mercati di Chiang Mai sono spesso stipati di acquirenti, tra i quali molti vengono dall'estero per importare i prodotti dell'artigianato locale.
Particolare attenzione è riposta nel settore dell'educazione scolastica. Negli ultimi anni si è formata in Thailandia del Nord una classe dirigente e politica che è arrivata ai vertici del governo centrale, in particolare quella che fa riferimento al politico Thaksin Shinawatra e alla sorella Yingluck, che sono di etnia mista lanna-cinese e sono stati allevati nelle strutture educative di Chiang Mai.
Negli ultimi decenni si è particolarmente sviluppata in Thailandia del Nord l'industria del turismo, che offre occupazione a molti degli abitanti e garantisce corpose entrate nelle casse statali. Lo stesso turismo ha invece cominciato da poco ad espandersi nelle zone nord-occidentali del Laos. Il programma di investimenti del governo cinese nel sudest asiatico ha cominciato a dare i suoi frutti in entrambe le zone abitate dai tai yuan. Tale programma comprende un potenziamento del trasporto su gomma e le strade che collegano lo Yunnan con tali zone sono in via di miglioramento, in particolare con la costruzione del quarto ponte dell'amicizia thai-lao tra le province di Bokeo in Laos e di Chiang Rai in Thailandia.

## Religione

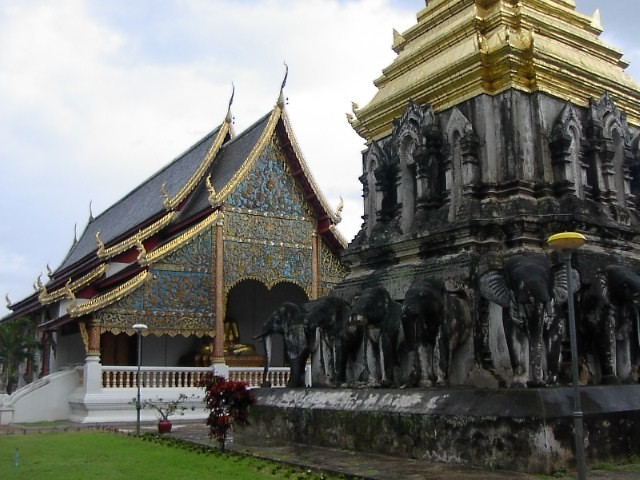
Wat Chiang Man, il primo tempio costruito a Chiang Mai (nel 1297), tipico esempio di arte lanna

I tai yuan professano il Buddhismo Theravada da diversi secoli. Chiang Mai è storicamente uno dei siti dove l'arte sacra lanna si è sviluppata maggiormente, con antichi templi e sculture del Buddha. In Laos le pratiche religiose sono tornate alla normalità dopo gli ostacoli posti dal governo comunista nei primi anni dopo la conquista del potere avvenuta nel 1975. Per tradizione i tai yuan, come la maggior parte dei popoli tai, sono rimasti attaccati alle loro radici animiste. Piccoli santuari dedicati a tale credenza disseminati sul territorio sono tuttora frequentati da devoti che chiedono la protezione degli spiriti. Anche molti dei giardini privati hanno una casetta degli spiriti che viene quotidianamente provvista di offerte votive.
Un culto diffuso tra i tai yuan è quello dello spirito di Chao Luang Kham Daeng, che viene tramandato attraverso due leggende. La prima lo descrive come un essere umano inviato dal dio Indra per diventare re e insegnare i precetti buddhisti ai sudditi. In tale veste fonda la città Lanna, ne diviene sovrano e alla sua morte viene posto dai cittadini di Chiang Mai alla guida degli spiriti protettori della città. La seconda leggenda riporta che Chao Luang Kham Daeng sia il signore degli orchi che custodiscono il tesoro della sacra grotta di Chiang Dao. Si presume che la seconda leggenda provenga dalla tradizione dei lawa, il popolo stanziato nella zona di Chiang Mai prima della sua fondazione e dell'arrivo dei tai yuan.